# Bet Nismit Grejam
Bet Nismit Grejam (engl. Bette Nesmith Graham; 1924–1980)
Kao samohrana majka, Bet Nismit Grejam, dolazi do pozicije izvršne sekretarice u banci, što je u vremenu, neposredno posle Drugog svetskog rata, bila najviša pozicija za ženu u konzervativnom Teksasu. Dodatno je zaraživala crtajući, što je navelo da razmišlja o mogućnostima da slikarska rešenja primeni u svom svakodnevnom poslu. Izjavila je da slikar nikada ne briše ništa sa svoje slike, samo nanošenjem druge boje učini da prethodno nestane. Upravo takav izum bio je potreban da bi se rešio problem grešaka pri kucanju na mašinama za pisanje. 
Pet godina je u tajnosti koristila svoj izum i konstantno ga unapređivala. Konačno 1956. godine lansirala je proizvod pod imenom “Mistake out”, da bi se nešto kasnije, na tržištu njen proizvod reklamirao kao “tečni papir”. 
Fabriku “tečnog papira”, Bet Nismit Grejam, 1979. godine prodala je kompaniji Gillete za 47,5 miliona dolara. U tom trenutku, njena fabrika, imala je oko 200 zaposlenih i proizvodnju od 25 miliona bočica “tečnog papira” godišnje. 
Preminula je 1980., u 56. godini, a testamentom je poklonila 25 miliona dolara organizaciji Savet za ideje, koja se bavi iznalaženjem rešenja za probleme čovečanstva.

## Spoljašnje veze
- Bette Nesmith Graham, pronalazačica tečnog papira